# 869

## Починали
- 14 февруари – Константин-Кирил Философ, български учен, създател на глаголицата